# Nesocore crocea
Nesocore crocea är en insektsart som beskrevs av Frederick Arthur Godfrey Muir 1913. Nesocore crocea ingår i släktet Nesocore och familjen Derbidae. Inga underarter finns listade i Catalogue of Life.